# Посессионные крестьяне
Посессионные крестьяне — категория крепостных крестьян в Российской империи XVIII — первой половине XIX века, закреплённых за посессионными мануфактурами.
Категория посессионных крестьян была введена при Петре I в 1721 году в связи с необходимостью обеспечить рабочими растущую крупную мануфактуру. Посессионные крестьяне не могли продаваться отдельно от предприятия (см. посессионное право).
В состав посессионных крестьян входили:
- купленные к «фабрикам» крестьяне;
- «вечноотданные» по указу 7 января 1736 года (по нему владельцы мануфактур и заводов получили право оставить у себя пришлых и беглых, государственных, помещичьих и монастырских крестьян, обучившихся мастерству, он также предусматривал выплату определённых денежных сумм за них их бывшим владельцам (то есть вольнонаёмные рабочие стали крепостными работодателей)[2][3], этот же указ разрешал покупку крестьян к мануфактурам и заводам только «без земли и не целыми деревнями»[4]);
- казённые мастеровые, переданные владельцам посессионных мануфактур.

Предприниматели не имели права уменьшать заработную плату приписных рабочих. Из-за прикрепления к мануфактуре определённого количества посессионных крестьян, которым обязательно надо было предоставить работу, владелец мануфактуры не мог заменять ручной труд машинным. Поэтому владельцы посессионных предприятий добивались права отпуска на волю рабочих, которые им больше не были нужны.
В 1811 году все частные горные заводы были разделены на два разряда: владельческие и посессионные. К первому разряду отнесены те заводы, содержатели которых владеют ими по праву дворянства, не получив никаких пособий от казны; ко второму — те заводы, содержатели которых имеют пособия в людях, землях, лесах, рудниках или получили позволение владеть заводом и при нем крепостными людьми, не имея прав дворянства. Образовалась, таким образом, группа посессионных крестьян, которых правительство считало не крепостными, а особым разрядом государственных крестьян. По десятой ревизии на горных заводах считалось посессионных крестьян 186 000 душ мужского пола, но на самом деле их было больше. 
Закон 1824 года разрешил увольнение фабричных рабочих и крестьян «в другие звания» в случае особого разрешения Комитета министров. По закону 1835 года владельцам посессионных фабрик разрешалось отпускать по паспортам приписных и покупных на посессионном праве к их фабрикам мастеровых, рабочих и крестьян. Указ 1840 года позволял владельцам посессионных фабрик освобождать рабочих, переводить их в сословие государственных крестьян и переселять на казённые земли. После отмены крепостного права, согласно дополнительным правилам 1863 года «О мерах к обеспечению фабричных людей, приписанных к владельческим фабрикам, и освобождение владельцев посессионных фабрик от условий посессионного владения» определялось, что владельцы посессионных фабрик, при которых состояли крестьяне, приписные от казны, освобождались от условий посессионного владения.